# Éditions Inculte
 (février 2023).
L'article doit être relu — et modifié si nécessaire — par des contributeurs indépendants pour apporter un regard critique aux contributions effectuées en violation des conditions d'utilisation de Wikipédia, tant sur la forme (notamment concernant le style encyclopédique, la proportionnalité) que sur le fond (la neutralité de point de vue, la qualité et l'indépendance des sources).
Les Éditions Inculte sont une maison d'édition française active de 2004 à 2014 qui porte depuis 2015 le nom d'Éditions Inculte / Dernière Marge. Elle présente la singularité d'être initialement constituée autour d'un collectif d'écrivains, d'abord fédéré autour de la revue Inculte. On trouve à son catalogue de la littérature française et des traductions de littératures étrangères, notamment anglo-saxonne, ainsi que des essais et des documents.
Elle est actuellement une marque éditoriale de la société Actes Sud.

## La revue
Inculte était une revue littéraire et philosophique française, active de 2004 à 2011. Créée en septembre 2004,, elle était animée par un collectif d'écrivains, éditeurs et traducteurs. 

### Description
Chaque numéro d'Inculte ouvrait une perspective particulière sur la littérature et la pensée contemporaines à travers un entretien, un dossier, de brefs textes d'écrivains et des interventions critiques.
Elle a également produit deux hors-séries, l'un en 2006 consacré à la coupe du monde de football, l'autre en 2007 consacré à l'élection présidentielle française. 
En 2011, le comité éditorial d'Inculte met fin à la revue, après la parution du numéro 20. Il poursuit cependant sa démarche collective, autour du même noyau d'auteurs, avec des volumes indépendants et grand format.

## Le collectif
D'après le site des éditions Inculte, il est aujourd'hui composé de Philippe Aronson, Bruce Bégout, Arno Bertina, Alexandre Civico, Claro, Mathias Enard, Hélène Gaudy, Mathilde Helleu, Maylis de Kerangal, Mathieu Larnaudie, Stéphane Legrand, Benoît Maurer, Nicolas Richard, Charles Recoursé, Oliver Rohe et Jérôme Schmidt.

### Anciens membres
François Bégaudeau ou Joy Sorman ont également figuré parmi les membres du collectif.
On trouve aussi des contributeurs réguliers aux sommaires de la revue et des différents ouvrages collectifs, tels que Jérôme Ferrari, Alban Lefranc ou Philippe Vasset.

## Les éditions Inculte
À partir de 2007, outre la revue Inculte et les rééditions en format de poche de la revue historique L'Arc, les éditions Inculte puis Inculte / Dernière Marge ont fait paraître une centaine d'ouvrages. Mêlant les genres, faisant une part importante à la traduction, notamment de littérature anglo-saxonne, leur catalogue donne surtout une place essentielle à la littérature française contemporaine. Mais aussi à des documents bruts et à de nombreux essais, avec un goût affirmé pour l'exploration des marges de la société, des franges urbaines, des formes alternatives de la pensée, et pour les aventures collectives et interdisciplinaires.
La partie du catalogue parue entre 2004 et 2014 n'est aujourd'hui plus disponible dans le commerce, mais une très grande majorité de ses titres ont été repris en livre de format poche (notamment dans la collection Barnum, lancée à l'automne 2017) ou réédités sous format numérique par les éditions Inculte / Dernière Marge.

## Les éditions Inculte / Dernière marge
Après une brève période de cessation d'activité, les éditions se sont restructurées sous le nom Inculte / Dernière Marge, avec l'appui des éditions Actes Sud comme associé et diffuseur. Co-dirigées par Alexandre Civico, Jérôme Dayre et Mathieu Larnaudie, elles poursuivent leur politique éditoriale dans le prolongement de la première période de la maison d'édition. Claro en est aujourd'hui le directeur éditorial.